# Carl Lagershausen
Carl Lagershausen, auch: Karl (* 19. Mai 1875 in Stadthagen; † 13. Mai 1961 ebenda) war ein deutscher Manager und Politiker (DVP, DNVP).

## Leben
Carl Lagershausen wurde als Sohn des Direktors der Stadthagener Filiale der Oldenburgischen Glasfabrik geboren. Nach dem Besuch der Lateinschule in Stadthagen und des Gymnasiums in Minden leistete er zunächst Militärdienst. Er war bei diversen Glashütten in Norddeutschland tätig und arbeitete später im väterlichen Betrieb, dessen Leitung er nach seinem Tod übernahm. Von 1914 bis 1918 nahm er als Soldat am Ersten Weltkrieg teil.
Lagershausen trat nach 1918 in die DVP ein. Dem Landtag des Freistaates Schaumburg-Lippe gehörte er von Dezember 1923, als er für den ausgeschiedenen Abgeordneten Heinrich Zwitzers nachrückte, bis 1925 an. Mitte der 1920er-Jahre wurde er Mitglied der DNVP. Vom 19. Juni 1928 bis zum 3. April 1929 war er Mitglied der Schaumburg-Lippischen Landesregierung.
Aufgrund der wirtschaftlichen Krise in der Glasindustrie wurde die Oldenburgische Glasfabrik AG 1930 aufgelöst und die Zweigfabriken geschlossen. Lagershausen verlor damit seinen Posten im Vorstand und betätigte sich fortan als Liegenschaftsverwalter.